# Cippóra
A Cippóra héber eredetű női név (צִפּוֹרָה Cippórá), jelentése: madár, madárka, csicsergő.

## Rokon nevek
Cipora

## Gyakorisága
Az újszülötteknek adott nevek körében az 1990-es években szórványosan fordult elő. A 2000-es és a 2010-es években sem szerepelt a 100 leggyakrabban adott női név között.
A teljes népességre vonatkozóan a Cippóra sem a 2000-es, sem a 2010-es években nem szerepelt a 100 leggyakrabban viselt női név között.

## Névnapok
július 5., szeptember 26.

## Híres Cippórák
- Cippora, Mózes felesége